# گروه هواننگ چین
گروه هواننگ چین (انگلیسی: China Huaneng Group) شرکت برق چینی است، که در سال ۱۹۸۹ تأسیس شد.